# Pedro Ciruelo
Pedro Sánchez Ciruelo (Daroca, Zaragoza, 1470 - Salamanca, 1548), matemático y teólogo español del siglo XVI.

## Biografía

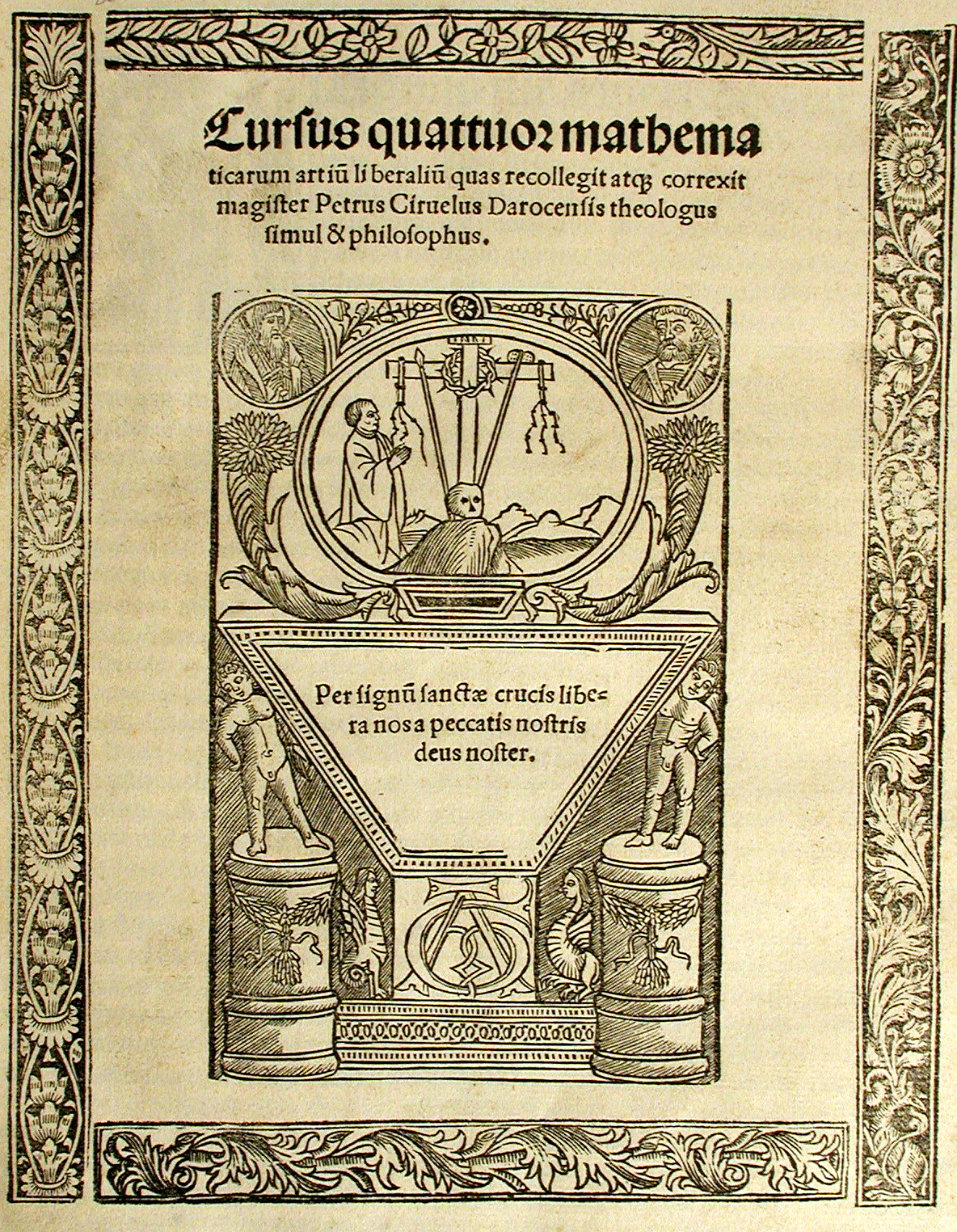
Cursus quattuor mathematicarum artium liberalium... (Alcalá de Henares, A. G. de Brocar, 1516).

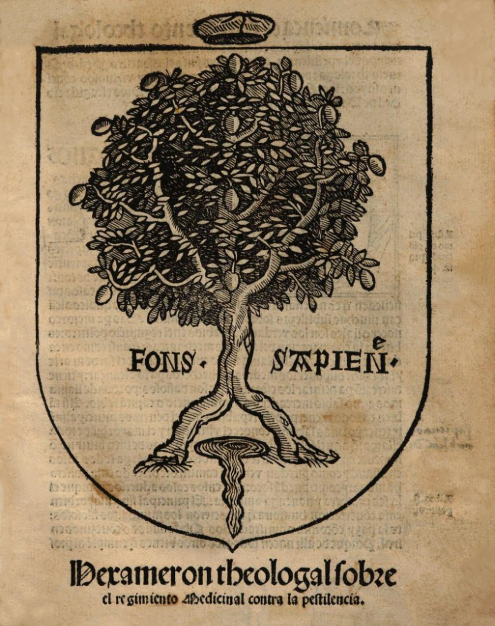
Hexameron theologal sobre el regimiento medicinal contra la pestilencia (Alcalá de Henares, A. G. de Brocar, 1519).

En 1482 fue a la Universidad de Salamanca, donde se licenció en artes y tuvo por uno de sus maestros a Rodrigo Basurto; de ahí marchó en 1492 a París, donde se doctoró en Teología y pasó cerca de diez años, relacionándose con otros españoles como Gaspar Lax, Miguel Francés, Jacobo Ramírez y Alfonso Osorio.
Durante su estancia en la capital francesa impartió clases en la Sorbona y publicó un tratado de aritmética práctica (Tractatus arithmeticae practice) en 1495. En dicha obra, varias veces reimpresa, estudia los enteros, las «fracciones físicas» y las «fracciones sexagesimales», por sus aplicaciones astronómicas, excluyendo las cuestiones de aritmética comercial; sus fuentes parecen haber sido la Arithmetica de Boecio, otros autores medievales y el De arte numerandi de Johannes de Sacrobosco, a quien sigue en buena parte de su obra; también corrigió los tratados Arithmetica speculativa y Geometria speculativa de Thomas Bradwardine. También se ocupó en editar la Sphera de Johannes de Sacrobosco, que incluye las catorce cuestiones que Pierre d’Ailly había compuesto sobre este mismo tema, así como comentarios del propio Ciruelo y un diálogo entre un «Darocensis», se entiende que el propio Ciruelo, y un «Burgensis». 
Vuelto a España, en 1502 consiguió una cátedra de filosofía en el Colegio de San Antonio de Portaceli, en Sigüenza, donde estuvo tres años durante los cuales se ordenó sacerdote. Después es muy posible que marchase a la Universidad de Zaragoza. En 1509 el Cardenal Cisneros le eligió para la futura Universidad de Alcalá que pensaba fundar, a la que se incorporó para enseñar teología tomista durante más de veinte años, llegando a tener entre sus alumnos a Domingo de Soto. Su gran prestigio en el claustro de Alcalá lo demuestra el hecho que fuese encargado de pronunciar la oración fúnebre, tanto en las exequias de Cisneros (1517) como de Nebrija (1522). 
Es muy posible que enseñara también matemáticas: en 1516 publicó un curso completo de esta disciplina, el Cursus quattuor mathematicarum artium liberalium, que sintetiza los trabajos de Bradwardine y de algunos matemáticos árabes sirviéndose de la estructura compositiva de cuatro partes (el «quadrivium») de las artes liberales: aritmética, geometría, perspectiva y música. En el capítulo de las «figuras de ángulos salientes» es original la indicación de que se pueden considerar los polígonos de ángulos salientes (estrellados) como resultado de unir los puntos de división de una circunferencia (idea que pudo adquirir y generalizar de Ramon Llull) y la ampliación del teorema de Campano relativo a la suma de los ángulos del pentágono estrellado de primer orden a todos los polígonos y a todos los órdenes
Compendió también la Perspectiva commtínis de John Peckham y estudió la visión fundándose en Ibn al-Haytham (Alhazén), Al-Kindi (Alkindus) y otros autores, con comentarios propios. En lo que se refiere a música, sigue los Elementa musicalia de Jacques Le Févre d’Estaples (Jacobus Faber Stapulensis). 
En 1527 asistió a la Conferencia que juzgaba la ortodoxia de las obras de Erasmo de Róterdam en Valladolid y se declaró contra la misma. Entre 1533 y 1537 estuvo en Segovia con el cargo de magistral de la catedral y se consagró a los estudios bíblicos. Después pasaría a ser canónigo magistral de la catedral de Salamanca, hasta su muerte.
Fue preceptor de Felipe II; aunque sus escritos no revelan originalidad, descubren una portentosa erudición y aportaciones de poco fuste; su saber se extendió a la música, la historia, la filosofía y las humanidades en general, de donde vino el dicho general popular de "saber más que Ciruelo". Tradujo el Génesis al latín y escribió contra la Cábala siguiendo las ideas de Giovanni Pico della Mirandola, y contra la astrología y las supersticiones generales en su muy famosa y reimpresa Reprobación de supersticiones y hechicerías (Alcalá de Henares, 1538). 
Publicó además escritos de astrología, tres obras de lógica y diez Paradoxae quaestiones.

## Obras publicadas
- Spherae Mundi commentarium, París, 1508
- Cursus quatttuor mathematicarum artium liberalium, 1516[2]
- Increpa feras arundinis congregatio taurorum in Vaccis Populorum, Alcalá, 1517
- Prima pars Logicae adveriores Aristolelis sensus, Alcalá, 1519
- Arte del bien confesar, assí para el confesor como para el penitente, Alcalá, 1519
- Hexameron Theologal sobre el regimiento medicinal contra la pestilencia, Alcalá, 1519
- Apotelesmata astrologiae christianae, Alcalá, 1521
- Expositio libri missalis peregregia, Alcalá, 1528
- In summulas Petri Hispani, 1537
- Reprobación de las supersticiones y hechizerías, Salamanca, Pedro de Castro, 1538.